# Neacanista tuberculipenne
Neacanista tuberculipenne är en skalbaggsart som beskrevs av J. Linsley Gressitt 1940. Neacanista tuberculipenne ingår i släktet Neacanista och familjen långhorningar. Inga underarter finns listade i Catalogue of Life.